# Ezop
Ezop (grč. Αἴσωπος, Aísōpos, lat. Aesopus; 6. st. pr. Kr.) bio je starogrčki basnopisac čije su jednostavne basne prožete humorom i protkane alegorijama o međuljudskim odnosima i karakterima. Pretpostavlja se da svoje basne nije zapisivao, nego ih je pričao. Glavni su junaci većinom životinje, a nakon svake basne slijedi koncizna pouka koja otkriva pravu istinu i smisao basne.
Kao moguće mjesto Ezopova rođenja navodi se Frigija u Maloj Aziji ili pak grčka Trakija. Jedna je od pretpostavki da je bio rob koji je služio kod mnogih gospodara i da je dobio slobodu kao rezultat svoje mudrosti. Upravo zbog njegove mudrosti pretpostavlja se i da je bio savjetnik kralja Likurga u Babilonu.
Mnogi misle da je basna došla u Europu s Bliskog istoka gdje su se basne u Sumeru pričale već oko 3000. pr. Kr. No, pravi začetnik europske basne upravo je Ezop. Samo dvije njegove basne sliče indijskoj Pančatantra, koja je bila osnova i za perzijske i arapske basne. Europske basne obogaćuju se indijsko-arapskim motivima tek od 13. stoljeća. Ezop je postao uzor brojnim basnopiscima, posebice J. de La Fontaineu, I. A. Krilovu, a i hrvatskome piscu M. A. Relkoviću. 

## Djela
Poznate basne:
- Lisica i grožđe
- Kornjača i zec
- Dječak i vuk
- Cvrčak i mrav
- Vuk i janje
- Lisica i roda
- Hrast i trska
- Lisica i gavran
- Seljak i roda
- Magarac, gavran i vuk